# Пономарёв, Вячеслав Сергеевич
Вячеслав Пономарёв (узб. Vyacheslav Ponomaryov; род. 2 января 1978, Наманган) — узбекистанский футболист, полузащитник.

## Карьера
Вячеслав Пономарёв является воспитанником наманганского «Навбахора». Свою профессиональную карьеру Пономарёв начал в 1996 году именно в составе этого клуба. За «Навбахор» Пономарёв выступал полтора сезона и за это время сыграл лишь в семи матчах и забил всего один гол. В середине 1998 года он перешёл в «Дустлик» из Ташкентской области и выступал за этот клуб до конца 2000 года. За это время он сыграл за «Дустлик» в 55 матчах и забил 3 гола.
В начале 2001 года Вячеслав Пономарёв подписал контракт с ташкентским «Пахтакором» и за один сезон в «Пахтакоре» сыграл в 18 матчах и забил 2 гола. В начале 2002 года он перешёл в бекабадский «Металлург» и выступив один сезон сыграл в 29 матчах и забил 8 голов. В начале 2003 года Пономарёв перешёл в зарафшанский «Кызылкум» и за один сезон сыграл за этот клуб в 26 матчах и забил 7 голов.
В 2004 году он снова подписал контракт с «Пахтакором» и на этот раз выступал за этот клуб три с половиной сезона. За это время он сыграл в 86 матчах и забил 10 голов. В середине 2007 года он перешёл в ещё один ташкентский клуб «Бунёдкор», за который выступал полтора сезона и сыграл в 18 матчах и не смог забить ни одного гола.
В начале 2009 года перешёл в гузарский «Шуртан» и за четыре с половиной сезона, проведённых за «Шуртан», он сыграл в 84 матчах и забил 1 гол. Со второй половины 2013 года и до конца 2014 года выступал за ферганский «Нефтчи», за который сыграл в 29 матчах. С начала 2015 года является игроком «Бухары» из одноимённого города.

### Карьера в сборной
Свою первую и последнюю игру за национальную сборную Узбекистана Вячеслав Пономарёв сыграл 29 февраля 2000 года в товарищеском матче против национальной сборной Монголии.

## Достижения
«Навбахор»
- Чемпион Узбекистана: 1996
- Бронзовый призёр Чемпионата Узбекистана: 1997

«Дустлик»
- Чемпион Узбекистана: 1999, 2000
- Обладатель Кубка Узбекистана: 2000

«Пахтакор»
- Чемпион Узбекистана: 2004, 2005, 2006
- Серебряный призёр Чемпионата Узбекистана: 2001
- Обладатель Кубка Узбекистана: 2004, 2005, 2006

«Бунёдкор»
- Чемпион Узбекистана: 2008
- Серебряный призёр Чемпионата Узбекистана: 2007
- Обладатель Кубка Узбекистана: 2008
- Финалист Кубка Узбекистана: 2007

«Шуртан»
- Финалист Кубка Узбекистана: 2010